# Двоичный код Гоппы
Двоичный код Гоппы — код коррекции ошибок из класса общих кодов Гоппы, описан Валерием Денисовичем Гоппой. В сравнении с другими вариантами, бинарная структура даёт несколько математических преимуществ, а также подходит для общего использования в вычислительной технике и телекоммуникациях. Двоичные коды Гоппы обладают интересными свойствами, полезными в криптосистемах, подобных McEliece.

## Строение и свойства
Двоичный код Гоппы определяется как многочлен {\displaystyle g(x)} степени {\displaystyle t} над конечным полем {\displaystyle GF(2^{m})} без конечного числа нулей, и последовательность {\displaystyle L} из {\displaystyle n} различных элементов {\displaystyle GF(2^{m})}, которые не являются корнями или полиномами.
{\displaystyle \forall i,j\in \{0,\ldots ,n-1\}:L_{i}\in GF(2^{m})\land (L_{i}=L_{j}\implies i=j)\land g(L_{i})\neq 0}
Ключи принадлежат ядру функции, формируя подпространство {\displaystyle \{0,1\}^{n}}:
{\displaystyle \Gamma (g,L)=\left\{c\in \{0,1\}^{n}\left|\sum _{i=0}^{n-1}{\frac {c_{i}}{x-L_{i}}}\equiv 0\mod g(x)\right.\right\}}
Код определён, как пара {\displaystyle (g,L)} с минимальной длиной {\displaystyle 2t+1}, таким образом, он может исправить {\displaystyle t=\left\lfloor {\frac {(2t+1)-1}{2}}\right\rfloor } ошибок в слове длиной {\displaystyle n-mt}, используя ключи размером {\displaystyle n}. Он также обладает удобной матрицей контроля чётности {\displaystyle H} в виде:
{\displaystyle H=VD={\begin{pmatrix}1&1&1&\cdots &1\\L_{0}^{1}&L_{1}^{1}&L_{2}^{1}&\cdots &L_{n-1}^{1}\\L_{0}^{2}&L_{1}^{2}&L_{2}^{2}&\cdots &L_{n-1}^{2}\\\vdots &\vdots &\vdots &\ddots &\vdots \\L_{0}^{t-1}&L_{1}^{t-1}&L_{2}^{t-1}&\cdots &L_{n-1}^{t-1}\end{pmatrix}}{\begin{pmatrix}{\frac {1}{g(L_{0})}}&&&&\\&{\frac {1}{g(L_{1})}}&&&\\&&{\frac {1}{g(L_{2})}}&&\\&&&\ddots &\\&&&&{\frac {1}{g(L_{n-1})}}\end{pmatrix}}}
Эта форма матрицы контроля чётности состоит из определителя Вандермонда {\displaystyle V} и диагональной матрицы {\displaystyle D}, имеет форму, схожую с проверочными матрицами альтернативных кодов. Таким образом, в этой форме могут использоваться альтернативные декодеры. Они обычно обеспечивают только ограниченную возможность исправления ошибок (чаще всего {\displaystyle t/2}).
Для практических целей матрица проверки на чётность кода Гоппы обычно преобразуется в более удобную для использования компьютером двоичную форму с помощью конструкции трассировки, которая преобразует {\displaystyle t}-на-{\displaystyle n} матрицу над {\displaystyle GF(2^{m})} в двоичную матрицу {\displaystyle mt}-на-{\displaystyle n}, разделив полиномиальные коэффициенты {\displaystyle GF(2^{m})} на {\displaystyle m} последовательных рядов.

## Декодирование
Обычно декодирование двоичного кода Гоппы производится алгоритмом Паттерсона, который способен эффективно исправлять ошибки (он исправляет все {\displaystyle t} обнаруженные ошибки[уточнить]), и который также достаточно прост в реализации.
Алгоритм Паттерсона преобразует синдром в вектор ошибок. Предполагается, что синдром двоичного слова {\displaystyle c=(c_{0},\dots ,c_{n-1})} примет вид:
{\displaystyle s(x)\equiv \sum _{i=0}^{n-1}{\frac {c_{i}}{x-L_{i}}}\mod g(x)}
Альтернативная форма матрицы контроля чётности основана на формуле для {\displaystyle s(x)} и может быть использована для создания такого синдрома с простым произведением матриц.
Далее алгоритм производит расчёт {\displaystyle v(x)\equiv {\sqrt {s(x)^{-1}-x}}\mod g(x)}. Это не удается, когда {\displaystyle s(x)\equiv 0}, но это тот случай, когда входное слово является ключом, поэтому исправление ошибок не требуется.
Использованием расширенного алгоритма Евклида {\displaystyle v(x)} сводится к многочленам {\displaystyle a(x)} и {\displaystyle b(x)}, так, что {\displaystyle a(x)\equiv b(x)\cdot v(x)\mod g(x)}, при этом {\displaystyle \deg(a)\leqslant \lfloor t/2\rfloor } и {\displaystyle \deg(b)\leqslant \lfloor (t-1)/2\rfloor }.
Наконец, многочлен, определяющий расположение ошибок, вычисляется как {\displaystyle \sigma (x)=a(x)^{2}+x\cdot b(x)^{2}}. При этом в двоичном случае для исправления ошибок достаточно их найти, так как существует только одно отличное значение.
Если исходный ключ был декодирован и {\displaystyle e=(e_{0},e_{1},\dots ,e_{n-1})} — двоичный вектор ошибок, то:
{\displaystyle \sigma (x)=\prod _{i=0}^{n-1}e_{i}(x-L_{i})}.
Разложение на множители или оценка всех корней {\displaystyle \sigma (x)} дает достаточно информации, чтобы восстановить вектор ошибок и исправить их.

## Свойства и использование
Двоичные коды Гоппы обладают специфическим свойством — они исправляют все {\displaystyle \deg(g)} ошибок, в то время как троичные и прочие коды исправляют только {\displaystyle \deg(g)/2}. Асимптотически такая способность к исправлению ошибок соответствует известной границе Гилберта — Варшамова.
Благодаря способности исправления ошибок, с учётом высокой скорости кодирования и сложной формы матрицы проверки на чётность (которую обычно трудно отличить от случайной двоичной матрицы того же ранга) двоичные коды Гоппы используются в нескольких постквантовых криптосистемах, в частности, в криптосистеме McEliece и криптосистеме Нидеррейтера.